# یوری وگا
یوری وگا (لاتین: Georgius Bartholomaei Vecha؛ ۲۳ مارس ۱۷۵۴ – ۲۶ سپتامبر ۱۸۰۲) یک ریاضی‌دان و فیزیک‌دان اهل اتریش بود.